# Temperatura radiante media
La temperatura radiante media  de un local, se define como la temperatura única y uniforme de sus cerramientos  con la cual la transferencia de calor por radiación desde o hacia una persona situada en el interior del mismo, fuera la misma que se produce en la situación actual con las temperaturas superficiales  reales.
Existen fórmulas empíricas (método Fanger) para el cálculo de la temperatura radiante media a partir de la temperatura de globo, la velocidad del aire y la temperatura seca.
| Símbolo                   | Nombre                     |
| ------------------------- | -------------------------- |
| {\displaystyle T_{rm}}    | Temperatura radiante media |
| {\displaystyle T_{globo}} | Temperatura de globo       |
| {\displaystyle T_{s}}     | Temperatura ambiente       |
| {\displaystyle u_{a}}     | Velocidad del aire         |

También puede ser calculada por el sumatorio de las distintas temperaturas de cada superficie de los cerramientos del recinto y por los ángulos sólidos con que estas superficies son vistas desde la ubicación de la persona.
{\displaystyle T_{rm}={\sqrt[{4}]{\sum _{i=1}{F_{pi}.T_{si}^{4}}}}}
Dada la pequeña diferencia entre las temperaturas superficiales, la fórmula se puede simplificar como:
{\displaystyle T_{rm}={\sqrt {\sum _{i=1}{F_{pi}.T_{si}}}}}
| Símbolo                | Nombre                                       |
| ---------------------- | -------------------------------------------- |
| {\displaystyle F_{pi}} | Factor de forma entre la persona y la pared. |

También existen otras aproximaciones, como:
La temperatura radiante media tiene en cuenta el calor emitido por radiación de los elementos del entorno. Efectivamente, cada elemento del entorno de un cuerpo humano, emite o absorbe calor en forma de radiación, dependiendo de la diferencia de temperaturas entre el cuerpo y el elemento. Si la temperatura del elemento es más alta que la del cuerpo, este se calienta; si, por el contrario, es menor, este se enfría emitiendo radiación hacia el elemento frío.
Dentro de un espacio habitado, cada uno de los elementos (constructivos o mobiliario) que rodea al usuario puede tener temperaturas diferentes, y se define la temperatura radiante media, como la suma de las temperaturas de cada uno de los elementos, multiplicada por la superficie aparente del mismo, vista desde el punto de vista del usuario, dividida por la suma de las superficies aparentes.
La temperatura radiante media es un factor, que puede ser importante, a tener en cuenta para evaluar la sensación térmica.